# Congrégation de France
Die Congrégation de France war eine Kongregation französischer Klöster, in denen nach der Augustinerregel gelebt wurde. Die Kongregation wurde von Kardinal François de La Rochefoucauld, Kommendatarabt von Sainte-Geneviève in Paris im Auftrag des Königs Ludwig XIII. und mit einem Breve des Papstes Gregor XV. vom 8. April 1622 gegründet. Sein Ziel war es, in den Augustiner-Chorherrenklöstern jene rigorose Observanz wiederherzustellen, die von der katholischen Kirche nach dem Konzil von Trient (1542–1545) gepredigt worden war. 
La Rochefoucaulds erste Idee war es, die Kongregation aus den Klöstern zu bilden, die der Abtei Saint-Victor in Paris unterstanden, doch gab er dieses Vorhaben bald zugunsten eines pragmatischeren Ansatzes auf: es wurde entschieden, mit der Reform bei den 40 Klöstern zu beginnen, die Paris am nächsten lagen und sie Sainte-Geneviève und damit dem Kardinal zu unterstellen. La Rochefoucauld beauftragte zwei Chorherren aus der Abtei Saint-Vincent in Senlis, Robert Baudouin, Prior des Klosters, und Charles Faure, mit einer Bestandsaufnahme der Zustände in diesen Klöstern und erbat Vorschläge zur Behebung von Missständen. Die Visitationsreise Baudouins und Faures dauerte bis zum 12. Oktober 1623, ihre Ergebnisse bildeten die Grundlage für die Gründung der Kongregation. 
Charles Faure wurde zum ersten Superior der Kongregation gewählt, er übte das Amt bis zu seinem Tod 1652 aus. Faure sandte Mönche aus seinem Kloster in die übrigen Klöster der Kongregation, um die beschlossenen Reformen umzusetzen. Am 10. August 1628 hielt er in Saint-Vincent in Senlis das erste Generalkapitel des Ordens ab.
53 Klöster schlossen sich – oft nicht freiwillig – der Kongregation an, im 18. Jahrhundert waren es dann 107 Klöster mit 1300 Mönchen, die sich vor allem in Hospitälern und wohltätigen Einrichtungen betätigten. Sitz der Kongregation war die Abtei Sainte-Geneviève in Paris. Die Angehörigen der Kongregation wurden folglich Genovéfains genannt. Sie trugen einen weißen Habit sowie außerhalb des Konvents einen schwarzen Mantel.